# Zračni ležaj
Zračni ležaj je posebna vrsta kliznog ležaja vrlo malog trenja jer su površine rukavca i ležaja pri gibanju odvojene slojem stlačenog zraka. Sloj stlačenog zraka između rukavca osovine (ili vratila) i ležaja moguće je dobiti na dva načina, pa se prema načelu stvaranja sloja zraka u ležajnome međuprostoru razlikuju dvije vrste zračnih ležaja:
- zračnodinamički ležaj ili aerodinamički ležaj i
- zračnostatički ležaj ili aerostatički ležaj.

## Zračnodinamički ležaj
Zračnodinamički ležaji su oni koji se za stvaranje sloja stlačenoga zraka koriste okolnim zrakom atmosferskog tlaka. Za vrijeme mirovanja rukavac leži oslonjen na donju površinu šupljine ležaja. Kad započne vrtnja rukavca uvlači se zrak iz okolice u klinasti ležajni međuprostor (uski procjep između rukavca i ležaja). Razmjerno s količinom uvučenoga zraka raste njegov tlak i pri dostatnoj brzini vrtnje (od 500 do 600 okr/min), tlak je dovoljno velik da se zrak podvuče pod rukavac i odvoji ga od ležaja (rukavac "lebdi" u šupljini ležaja). Zračnodinamički ležaji imaju veliko trenje pri pokretanju. Zato je u praksi česta izvedba zračnih ležaja kojima se stlačeni zrak dovodi na početku vrtnje, a dovod se prekida pri dostatnoj brzini vrtnje.

## Zračnostatički ležaj
Zračnostatički ležaji imaju cijelo vrijeme rada osiguran dovod zraka pod tlakom od 0,5 do 8 bara (stlačeni zrak) kroz profilirane sapnice (mlaznice). Vrijednost tlaka ovisi o opterećenju, i to tako da je tlak to veći što je opterećenje ležaja veće. Zračnostatički ležaji imaju jednu ili više ulaznih komora u koje se uvodi stlačeni zrak. U nastavku ulazne komore je sapnica. Pri prolasku kroz sapnicu zraku se povećava brzina strujanja zraka, a snizuje tlak. Nakon izlaska iz sapnice zrak puni drugi komoru i pod povećanim tlakom izlazi u ležajni međuprostor i potom u okolnu atmosferu. Tlak zraka ovisi i o veličini ležajnoga međuprostora. Što je ležajni međuprostor uži, tlak je veći, a potrošnja zraka manja. Preporučljiva debljina sloja zraka (to jest razmak između rukavca i ležaja) jest od 0,005 do 0,030 milimetara. 
Zrak za zračne ležajeve po mogućnosti treba očistiti od prljavštine, a poželjno je i da bude suh. Za zračne ležaje ugrađene u uređaje s posebnom zatvorenom atmosferom, na primjer atmosferom plemenitih plinova, dušika i slično, upotrebljavaju se ti plinovi, što znači da se pod "zrakom" razumijeva bilo koji plin.

## Podjela s obzirom na oblik rukavca
Zračni ležaji (zračnodinamički i zračnostatički) razlikuju se i po obliku rukavca i po djelovanju opterećenja i mogu biti:
- cilindrični poprječni i cilindrični uzdužni zračni ležaji,
- stožasti poprječno-uzdužni zračni ležaji,
- kuglasti uzdužni i kuglasti poprječno-uzdužni zračni ležaji.

## Materijali zračnih ležaja
Izbor materijala za zračne ležaje najviše ovisi o radnim uvjetima (radna temperatura, korozija i brzina vrtnje), a manje o opterećenju. Najčešći su materijali:
- čelici (ugljični, niskolegirani s Ni i Cr, visokolegirani tvrdi čelici otporni na koroziju i brzorezni čelici),
- nodularni ljevovi,
- bronce (kositrena, olovna, aluminijska),
- sinterirani (staljeni) materijali za klizne ležaje i
- polimerni materijali.

## Primjena
Zračni su ležaji vrlo prikladni u preciznoj mehanici jer je zbog neznatnoga trenja njihovo trošenje malo pa im je vijek upotrebe dug, nije ih potrebno podmazivati i nije nužna fina obrada površina. Mogu se primijeniti za sva opterećenja, a posebno se preporučuju za velike brzine vrtnje, do 60 000 okr/min.
Zračni se ležaji upotrebljavaju u elektromotorima, malim alatnim strojevima, pretvaračima plinova u tekućine, žiroskopima u žiroskopskim priborima, mjeračima zakretnog momenta, optičkim mjernim uređajima, razuljama (libelama), mjeračima ubrzanja, CD pogonima u glazbenim linijama i računalima i tako dalje.